# 香港社會福利機構列表
以下是香港各個社會福利機構：

## 香港島
- wwID.ws 光明行動教育基金
- 人際輔導中心
- 中華基督教會合一堂耆年中心
- 五旬節聖潔會香港區會基列社會服務中心
- 心光盲人院暨學校
- 幼童樂園協會
- 母親的抉擇
- 生命踏板計劃
- 生活教育活動計劃
- 伉儷同行協進會有限公司
- 好心組織有限公司
- 成長希望基金會
- 竹林明堂有限公司
- 伸手助人協會
- 防止青少年吸煙有限公司
- 兒童癌病基金
- 協青社
- 明德兒童啟育中心
- 東華三院
- 社區藥物教育輔導會
- 保良局
- 思拔中心
- 皇道瑜伽中心 （页面存档备份，存于）
- 香海正覺蓮社
- 香港中國婦女會
- 香港小童群益會
- 香港公教婚姻輔導會
- 香港仔街坊福利會社會服務中心
- 香港交通安全會
- 香港西區浸信會老人中心
- 香港戒毒會
- 香港佛教聯合會
- 香港兒童權利委員會
- 香港言語治療師協會
- 香港防盲協會
- 香港防癆心臟及胸病協會
- 香港防癌會
- 香港房屋協會
- 香港房屋政策評議會
- 香港明愛
- 香港青少年培育會
- 香港青年協會
- 香港社會工作人員協會有限公司
- 中國香港拯溺總會
- 香港紅十字會
- 香港家庭計劃指導會
- 香港家庭福利會
- 香港展能藝術會
- 香港弱能兒童護助會
- 香港弱智人士家長聯會
- 香港弱智服務工作人員協會有限公司
- 香港耆英協進會有限公司
- 香港國際社會服務社
- 香港國際浸信會
- 香港基督教女青年會
- 香港培康聯會
- 香港復康會
- 香港教育學院幼師校友會有限公司
- 香港視障視全人士協會
- 香港傷健協會
- 香港痙攣協會
- 香港童軍總會
- 香港愛和平基金會
- 香港愛滋病基金會
- 香港聖公會福利協會
- 香港聖約翰救護機構
- 香港癌症基金會
- 香港遊樂場協會
- 香港精神健康促進會有限公司
- 香港露宿救濟會
- 浸信會愛羣社會服務處
- 基督教牧愛會有限公司
- 國際成就計劃(香港)有限公司
- 國際戒毒基金會
- 國際義肢及矯形學會-香港分會
- 香港聾人福利促進會
- 乘風航
- 夏橋有限公司
- 啟勵扶青會
- 啟聲學校
- 柴灣浸信會社會服務處
- 柴灣區街坊福利會有限公司
- 凱瑟克基金
- 循道愛華村服務中心
- 循道衛理中心
- 智樂兒童遊樂協會
- 義務工作發展局
- 善牧會
- 善寧會
- 聖公會聖基道兒童院有限公司
- 監護者
- 聖神內更新團體
- 聖雅各福群會
- 翠柏安老文娛服務團
- 鄰舍輔導會
- 銅鑼灣街坊福利促進會
- 寰宇希望
- 親切
- 撒瑪利亞會(多種語言防止自殺服務部)
- 樂天關懷行動有限公司
- 樂施會
- 聯合國兒童基金香港委員會
- 關心您的心
- 關注婦女性暴力協會
- 願望成真基金有限公司

## 九龍區
- 九龍婦女福利會
- 工程及醫療義務工作協會
- 工業福音團契
- 工聯康齡老人服務基金有限公司
- 九龍城浸信會長者鄰舍中心
- 中國基督教播道會 - 播道兒童之家
- 中國福音事工促進會有限公司
- 中華便以利會恩慈長者活動中心
- 中華基督教會香港區會
- 中華基督教禮賢會香港區會福利部
- 中華錫安傳道會社會服務部
- 五旬節聖潔會靈光白普理失明人中心
- 五邑工商總會
- 天保民學校
- 世界佛教友誼會港澳分區總會有限公司
- 世音社會服務中心有限公司
- 出生權維護會(有限公司)
- 民協社會服務中心有限公司
- 生命熱線
- 再生會
- 安徒生會
- 利民會
- 竹園區神召會
- 自助組織發展中心有限公司
- 自強協會
- 自閉症人士福利促進會
- 佛香講堂
- 宏施慈善基金
- 志蓮淨苑 - 社會服務部
- 扶康會
- 防止虐待兒童會
- 亞洲婦女協進會有限公司
- 協康會
- 和諧之家
- 旺角街坊會陳慶社會服務中心
- 肺積塵互助會
- 長者安居服務協會
- 長者網絡發展協會有限公司
- 長春社
- 青鳥
- 恆康互助社
- 宣美語言及聽覺訓練中心
- 柏力與確志協會
- 美差會潮浸服務聯會有限公司
- 苗圃行動
- 香港女童軍
- 香港工人健康中心
- 香港中華基督教青年會
- 香港互勵會曹舒菊英老人中心
- 香港心理衛生會
- 香港世界宣明會
- 香港失明人互聯會
- 香港失明人協進會
- 香港老人權益聯盟
- 香港老年痴呆症協會
- 香港老年學會
- 香港肌健協會
- 香港免唇裂顎協會
- 香港亞洲歸主協會
- 香港扶幼會
- 香港盲人輔導會
- 香港社區組織協會
- 香港長者協會
- 香港青少年服務處
- 香港青年獎勵計劃
- 香港青年學院有限公司
- 香港保護兒童會
- 香港屋宇事務促進會
- 香港弱智人士家長聯會
- 香港飛機工程有限公司元老會
- 香港浸信會醫院區樹洪健康中心
- 香港海事青年團
- 香港特殊學習障礙協會
- 香港神託會
- 香港基督女少年軍
- 香港耆康老人福利會
- 香港航空青年團
- 香港基督少年軍
- 香港婦女勞工協會
- 香港基督教使徒信心會有限公司-恩澤中心
- 香港基督教服務處
- 香港基督教青年會
- 香港基督教培道聯愛會
- 香港基督教播道會聯會
- 香港專業進修學校社會服務計劃
- 香港復康聯盟有限公司
- 香港循理會
- 香港晨曦會有限公司
- 香港造口人協會
- 香港單親協會
- 香港復康力量
- 香港婦女中心協會
- 香港婦女基督徒協會
- 香港善導會
- 香港視網膜病變協會
- 香港新域會
- 香港新聲會有限公司
- 香港傷殘青年協會
- 香港路德會社會服務處
- 香港精神健康家屬協會
- 香港撒瑪利亞防止自殺會
- 香港衛聰聯會
- 香港輪椅輔助隊有限公司
- 香港學生事務協會
- 香港學生輔助會
- 香港糖尿互協會有限公司
- 香港融樂會有限公司
- 香港職業治療學會
- 香港職業發展服務處有限公司
- 香港醫藥援助會
- 弱智人士家長會有限公司
- 香港聾人協進會
- 病人互助組織聯盟
- 真鐸學校
- 動力學堂有限公司
- 國際四方福音會香港教區有限公司
- 基督教互愛中心
- 基督教青少年牧養團契
- 基督教信義會芬蘭差會
- 基督教宣道會香港區聯會有限公司
- 基督教香港信義會社會服務部
- 基督教香港崇真會社會服務有限公司
- 基督教家庭服務中心
- 基督教關懷無家者協會
- 基督教靈實協會
- 基督復臨安息日會港澳區會社會服務部
- 婦女動力基金有限公司
- 康和互助社聯會
- 救世軍
- 基督教愛協團契有限公司
- 基督教新生協會有限公司
- 基督教聖約教會
- 基督教榕樹頭之光協會有限公司
- 基督教勵行會
- 基督教聯合那打素社康服務
- 基督教豐盛職業訓練中心
- 基督教懷智服務處
- 深水埗社區協會有限公司
- 勞資關係協進會
- 復和綜合服務中心
- 復康資源協會
- 循道衛理楊震社會服務處
- 循道衛理觀塘社會服務處
- 港澳信義會有限公司
- 視障人士福音中心
- 開心社區服務有限公司
- 雁心會樂幼基金有限公司
- 飲食業福音團契有限公司
- 黃大仙上邨及鳳凰新村老人服務中心
- 嗇色園
- 愛滋寧養服務協會有限公司
- 愛德循環運動(註冊有限公司)
- 新生精神康復會
- 新婦女協進會
- 新福事工協會有限公司
- 群福婦女權益會
- 聖士提反會
- 聖公會聖匠堂社區中心
- 聖文德堂轄下-文德青少年綜合服務中心
- 聖雲先慈善會香港中央分會
- 路向四肢傷殘人士協會
- 學友社
- 學前弱能兒童家長會
- 錫安社會服務處有限公司
- 禧福協會
- 勵智協進會
- 職工盟教育基金有限公司
- 職安培訓復生會有限公司
- 贐明會
- 關愛之家

## 新界區
- 中華基督教會元朗堂有限公司
- 中聖教會有限公司─中聖教會白普理社區服務中心
- 仁愛堂
- 仁濟醫院社會服務部
- 屯門育智中心
- 屯門區婦女會有限公司
- 心話
- 光愛中心有限公司
- 匡智會
- 佛教東林安老院
- 妍社有限公司
- 沙田公立學校
- 長洲鄉事委員會青年綜合服務中心
- 青松觀有限公司
- 南葵涌服務中心
- 城市睦福團契有限公司
- 突破有限公司
- 香港少年領袖團
- 香港外展信託基金有限公司
- 香港有機農業生態研究協會有限公司
- 香港宣教會社會服務處有限公司
- 香港唐氏綜合症協會
- 香港弱智人士體育協會
- 香港浸信會神學院
- 香港浸信會聯會 - 香港浸會園
- 香港婦女發展聯會
- 香港殘疾人奧委會暨傷殘人士體育協會
- 香港聖公會麥理浩夫人中心
- 基督教九龍五旬節會粉嶺堂-家庭服務部
- 基督教中國佈道會沙田迦南堂─白普理學生發展中心
- 基督教巴拿巴愛心服務團有限公司
- 基督教協基會社會服務部
- 基督教得生團契有限公司
- 得基輔康會有限公司
- 博愛醫院社會服務處
- 循道衛理亞斯理社會服務處
- 雅麗氏何妙齡那打素醫院執行委員會
- 新界社團聯會再培訓中心有限公司
- 新界婦孺福利會有限公司
- 萬國宣道浸信會有限公司
- 路德會啟聾學校
- 綠田園基金
- 銀色力量跨代義工聯盟有限公司
- 鳳溪公立學校 - 鳳溪護理安老院
- 樂智協會有限公司
- 樂善堂朱定昌頤養院
- 蓬瀛仙館
- 鮑思高慈幼會
- 鍾錫熙(長洲)安老院有限公司
- 寶血女修會寶血兒童村

## 外部連結
- 社會福利署 - 非政府機構網址 （页面存档备份，存于）
- 香港社會服務機構總覽 （页面存档备份，存于）. 香港社會服務聯會.